# 서령초등학교
서령초등학교(瑞寧初等學校, Seoryeong Elementary School)는 대한민국 충청남도 서산시 죽성동에 있는 공립 초등학교로, 1948년 개교하였다.

## 학교 연혁
- 1948년 9월 1일 서령공립국민학교 개교 (서산초등학교에서 분리)(읍내리 562)
- 1957년 4월 6일 현 위치 이전 (죽성동)
- 1981년 3월 9일 병설유치원 개원

## 사건 사고
- 2005년 4월 30일 1동 과학실에서 화재[1]

## 참고 자료
- 서령초등학교 - 한국교육학술정보원 학교알리미